# Róbert Gavenda
Róbert Gavenda (Trenčín, 15 januari 1988) is een Slowaaks voormalig veldrijder en wielrenner.
Gavenda begon met crossen in 2005. In dat jaar won hij het nationaal juniorenkampioenschap van Slowakije, de Junioren worldcups in Hooglede en Wetzikon en hij werd Europees kampioen junioren in Pont-Château. In 2006 werd hij wederom juniorenkampioen van Slowakije. Hij won ook de juniorenworldcup in Liévin en hij werd 2e op het WK voor junioren in Zeddam. Op de weg won hij het Slowaaks kampioenschap tijdrijden voor junioren.
In 2007 werd hij weer 1e bij de junioren op het Slowaaks kampioenschap.
In 2010 werd hij nationaal kampioen bij de Elite.
Gavenda wist geen zeges te behalen in het professionele wielrennen. In 2013 stopte hij met veldrijden en wielrennen op professioneel niveau.

## Palmares

### Elite
| Seizoen   | Wereldbeker | Superprestige | Bpost trofee | WK  | SK     | Overige    | Totaal aantal zeges |
| --------- | ----------- | ------------- | ------------ | --- | ------ | ---------- | ------------------- |
| 2010-2011 |             |               |              | 47e | Goud   |            | 1                   |
| 2011-2012 |             |               |              | DNF | Goud   | Podbrezova | 2                   |
| 2012-2013 |             |               |              | ND  | Zilver |            | 0                   |
| 2013-2014 |             |               |              | 47e | Zilver | Gosciecin  | 1                   |

### Jeugd
veldrijden
- Europees kampioen: 2005 (junioren), 2009 (beloften)
- Slowaaks kampioen: 2005 en 2006 (junioren), 2007 en 2008 (beloften)

wegwielrennen
- Slowaaks kampioen: 2006 (junioren)

Baestaens · Bertholet · Dlask · Drucker · Gavenda · Meeusen · K.Pauwels · Štybar · Vantornout · Vervecken · B.Wellens
Baestaens · Bertholet · Dlask · Gavenda · Hník · Meeusen · K.Pauwels · Scevenels · Štybar · van Kessel · Van Mechelen · B.Wellens
Baestaens · Bertholet · Dlask · Gavenda · Grand · Hník · Meeusen · K.Pauwels · Peeters · Štybar · K.Szczepaniak · P.Szczepaniak · van Empel · van Kessel · Van Mechelen · B.Wellens
Adams · K.Baestaens · Dlask · Gavenda · Grand · Hník · Jouffroy · Meeusen · K.Pauwels · Peeters · Štybar · van Empel · van Kessel · B.Wellens
Béreš · Broniš · Chalás · Gavenda · Habera · Kolář · Kováč · Mahďar · Špánik · Taragel · Tybor · Varhanik · Vyšna
Baška · Broniš · Daško · Gavenda · Jurčo · Kolář · Kováč · Mahďar · Malovec · Taragel · Tybor · Vyšna